# Губчатая чёрная кошачья акула
Губчатая чёрная кошачья акула (лат. Apristurus spongiceps) — один из видов рода чёрных кошачьих акул (Apristurus), семейство кошачьих акул (Scyliorhinidae).

## Ареал
Этот вид известен только по двум голотипам, один из которых представляет собой самку длиной 51,4 см, пойманную неподалёку от Нихоа на Гавайях, а второй — неполовозрелую особь длиной 10,5 см, выловленную в море Банда, Индонезия. Видимо, губчатые чёрные кошачьи акулы водятся на глубине от 572 до 1482 м.

## Описание
Накайя и Сато в 1999 году разделили род Apristurus на три группы: longicephalus (2 вида), brunneus (20 видов) и spongiceps (10 видов). Губчатая чёрная кошачья акула принадлежит к группе spongiceps, для представителей которой характерны следующие черты: короткая, широкое рыло, от 7 до 12 спиральных кишечных клапанов, верхняя губная борозда почти равна или короче нижней борозды; непрерывный надглазничный сенсорный канал. У губчатой чёрной кошачьей акулы плотное тело с широким и округлым рылом. Жаберные щели короткие. Глаза небольшие, ноздри широкие, рот изогнут в виде арки. Первый и второй спинные плавники имеют примерно одинаковую высоту. Брюшные плавники крупные и закруглены. Анальный плавник короткий, высокий, и округлый. Окрас ровного тёмно-коричневого цвета без отметин.

## Биология
Рацион состоит из ракообразных, кальмаров и маленьких рыб. Размножается, откладывая яйца, заключённые в твёрдую капсулу. Размер капсулы 5—6,8 см в длину и 2,5—2,9 в ширину. На переднем конце капсулы имеются две волокнистые нити, на заднем конце также есть два маленьких отростка по углам. Вероятно, эти нити служат для прикрепления капсулы ко дну.

## Взаимодействие с человеком
Данных для оценки состояния сохранности вида недостаточно.